# Chicago Society of Etchers
La Chicago Society of Etchers est une association américaine fondée à Chicago en 1910 réunissant des aquafortistes. Elle permit de relancer cette technique de gravure dans ce pays, et eut une aura internationale.

## Histoire
En 1909, alors que la pratique de l'eau-forte aux États-Unis semblait tomber en désuétude, Bertha Jaques et quelques graveurs, décident de fonder à Chicago le Needle Club, un groupe informel rassemblant des amateurs passionnés par cette technique de gravure. L'année suivante, le groupe composé d'une vingtaine de membres, est intégré à la Chicago Society of Etchers, une organisation fédérative plus officielle, dont le but premier est de populariser l'eau-forte. Depuis le dernier tiers du XIXe siècle, l'eau-forte connaissait une forme de renaissance en Europe, mais aussi à New York et Philadelphie. Dès la première année, la Chicago Society of Etchers organise des expositions d'estampes en partenariat avec l'Art Institute of Chicago (AIC). Des catalogues sont publiés. Le groupe propose bientôt des attributions annuelles de prix, dotés par l'AIC. La vente des estampes est organisée en partenariat avec l'AIC qui récupère 10 % du chiffre d'affaires.

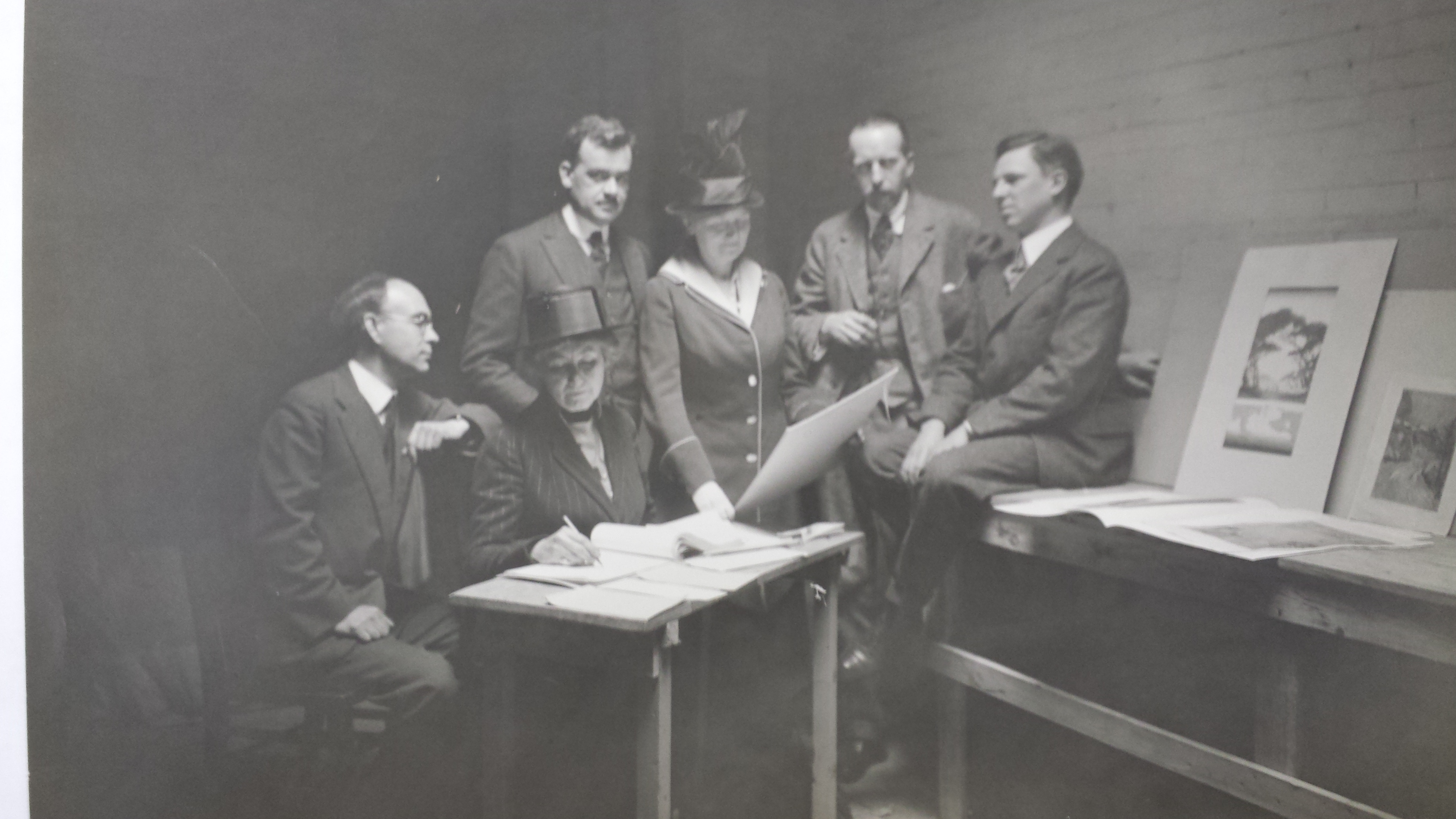
Bertha Jaques, assise, entourée du jury de la Chicago Society of Etchers (1919).

L'un des mécènes les plus actifs fut Frank Granger Logan (1851-1937) : ancien agent de change, lui et son épouse, membres du bureau de direction de l'AIC, dotent le Frank G. Logan Price chaque année, destiné aux meilleurs aquafortistes. En 1930, la Chicago Society of Etchers comprend 150 membres, principalement d'origine américaine, mais un certain nombre d'adhérents vient d'Europe et d'Asie.
Cette association disparaît en 1972.

## Quelques membres
- Maurice Achener
- George Charles Aid
- Stanley Anderson
- Caroline Armington
- Maurice R. Bebb (en)
- Benjamin Brown (1865-1942)
- Gustaf Dalstrom (en)
- Cleo Damianakes (1895-1979)
- Mukul Dey
- Wallace Leroy DeWolf (en) (1854-1930)
- Frances Farrand Dodge
- Edward Frederick Ertz
- Margaret Ann Gaug (en)
- Edith Loring Getchell (en)
- Norah Hamilton (en) (1873-1945)
- Helen Hyde
- Bertha Jaques
- Troy Kinney (en) (1871-1938)
- Gene Kloss (en)
- Pedro Joseph de Lemos (en) (1882-1954)
- Beatrice S. Levy (1892-1974)
- Allen Lewis (1873-1957)
- Ingeborg Lindborg (en)
- Bertha Lum
- Bror Julius Olsson Nordfeldt (1878-1955)
- Roi Partridge (en)
- Leon Pescheret (en)
- Louis Conrad Rosenberg (1890-1983)
- Dorothy Stevens (en)
- James Swann (1905-1985)
- Paul Verrees
- Henry Winslow
- Franklin Tyler Wood (1887-1945)

## Pour approfondir